# 葛城市立新庄小学校
葛城市立新庄小学校（かつらぎしりつ しんじょうしょうがっこう）は、奈良県葛城市南道穂にある公立小学校。

## 概要
葛城市内にある小学校の 1 つで、1874年に開校した。

## 沿革
- 1874年（明治7年）2月：新庄、寺口、弁之庄、笛堂、北花内、疋田に小学校を６校創設する。
- 1876年（明治9年）3月：全7校を合併して新庄小学校、花内小学校の2校とする。
- 1884年（明治17年）10月：花内小学校を新庄小学校に合併する。
- 1886年（明治19年）7月：前記、花内小学校区を分離し、東室に柿本小学校を設置してこれを新庄小学校の分校とする。
- 1886年（明治19年）11月：新庄小学校、柿本小学校をそれぞれ新庄尋常小学校、柿本尋常小学校と改称する。
- 1888年（明治21年）9月：柿本尋常小学校を人麿神社の傍に新築する。
- 1889年（明治22年）12月：新庄尋常小学校、柿本尋常小学校を合わせて人麿尋常小学校と改称する。
- 1897年（明治30年）10月：新たに校舎を南道穂に建設して新庄尋常小学校とする。
- 1898年（明治31年）10月：新庄高等小学校の校舎を新庄尋常小学校の南方に接続して新築する。
- 1901年（明治34年）4月：新庄尋常小学校と新庄高等小学校を合併して新庄尋常高等小学校と改称する。
- 1941年（昭和16年）4月1日：学制改革により新庄国民学校と称する。
- 1947年（昭和22年）4月1日：学制改革により新庄小学校となり高等科を廃止する。
- 1964年（昭和39年）1月6日：鉄筋２階建校舎１棟新築する。
- 1965年（昭和40年）2月5日：木造体育館を解体し、鉄筋体育館を新築する。
- 1966年（昭和41年）3月1日：プール完成する。
- 1968年（昭和43年）4月10日：第１期工事竣工（鉄筋２階建）
- 1968年（昭和43年）11月10日：第２期工事竣工（鉄筋２階建一部３階）落成式挙行
- 1972年（昭和47年）10月19日：文部省・県教委の指定による「教育機器利用による学習指導法」の研究発表
- 1973年（昭和48年）1月19日：近畿視聴覚教育研究大会開催
- 1973年（昭和48年）4月10日：新庄小学校附属幼稚園を開設する。
- 1974年（昭和49年）3月28日：第３期工事竣工（鉄筋２階建）
- 1976年（昭和51年）3月3日：本校創立百周年記念式典及び記念の諸行事を開催する。（記念誌「百年史」発刊）
- 1976年（昭和51年）10月21日：全国放送教育研究大会開催
- 1977年（昭和52年）4月1日：新庄北小学校創設により疋田地区、西室、東室の一部児童分離
- 1978年（昭和53年）10月：全日本教育工学研究大会開催
- 1980年（昭和55年）8月25日：運動場暗渠排水工事完成
- 1981年（昭和56年）4月1日：昭和 56･57 年文部省算数科教育課程実施状況調査研究協力校指定
- 1982年（昭和57年）6月25・26日：第 14 回全国教授組織研究大会（新庄大会）開催
- 1983年（昭和58年）6月28日：昭和 56・57 年文部省算数科教育課程実施状況調査研究協力校として研究成果発表
- 1986年（昭和61年）2月27日：新体育館竣工
- 1991年（平成3年）11月22日：平成 2・3 年度奈良県教育委員会算数科研究指定校として研究成果発表
- 1992年（平成4年）4月：附属幼稚園２年保育を開始
- 1993年（平成5年）8月：大規模改修工事（本館・４号館）
- 1994年（平成6年）3月：新プール完成
- 1994年（平成6年）8月：大規模改修工事（１・２号館）
- 1995年（平成7年）8月：大規模改修工事（３号館）
- 1997年（平成9年）2月28日：全国教育美術展学校賞受賞
- 1997年（平成9年）11月：ソニー教育基金努力賞受賞
- 1999年（平成11年）2月：全国教育美術展学校賞受賞
- 2000年（平成12年）2月：全国教育美術展学校賞受賞
- 2000年（平成12年）12月：平成 11・12 年度奈良県教育委員会国語科研究指定校として研究成果発表
- 2001年（平成13年）2月：青少年読書感想文全国コンクールにて「読書感想文推進大賞」を受賞
- 2002年（平成14年）2月：全国教育美術展学校賞受賞
- 2004年（平成16年）2月：全国教育美術展学校賞受賞
- 2004年（平成16年）8月：本館耐震補強・改修工事
- 2004年（平成16年）10月1日：新庄町と當麻町の合併により葛城市誕生 葛城市立新庄小学校に改称
- 2006年（平成18年）2 月：全国教育美術展学校賞受賞
- 2006年（平成18年）3月31日：第４号館・昇降口全面改築
- 2007年（平成19年）2月：全国教育美術展奨励賞受賞
- 2008年（平成20年）2月：全国教育美術展学校賞受賞
- 2009年（平成21年）2月：全国教育美術展学校賞受賞
- 2010年（平成22年）2月：全国教育美術展学校賞受賞
- 2011年（平成23年）8月：本館教室部分耐震補強・改修工事
- 2012年（平成24年）4月：子どもの読書活動推進実践校文部科学大臣賞受賞
- 2012年（平成24年）8月：第１号館改修工事・第２号館耐震補強・改修工事
- 2013年（平成25年）11月22日：第 62 回近畿放送教育研究大会 （奈良大会）にて研究成果発表
- 2014年（平成26年）9月：第２号館・３号館・渡り廊下全面改築

## 教育目標
- 自ら学ぶ意欲を持ち、心身共に豊かでたくましく生き抜く子どもを育てる[1]

## 通学区域
- 新庄、葛木、南藤井、大屋、寺口、中戸、弁之庄(新庄北小学校区に属する弁之庄の一部を除く)、北道穂(新庄北小学校区に属する北道穂の一部を除く)、南道穂、西室(新庄北小学校区に属する西室の一部を除く)、東室(新庄北小学校区に属する東室の一部を除く)、柿本、笛堂、北花内[2]

## 進学先中学校
- 葛城市立新庄中学校 [2]